# 史緒任
史緒任，字筱周。河南省衛輝府輝縣人，清朝政治人物、進士出身。

## 生平
光緒十二年（1886年），参加光緒丙戌科殿試，登進士二甲51名。同年五月，著主事分部学习。清朝末年曾任大理院推事。1910年，广东省开始施行法院，他被任命为广东省高等审判厅厅丞。根据当时刑庭庭长汪祖泽回忆，史緒任做事认真，凡有重大案件均全案卷宗审阅，并对关键内容加以标注并反复推勘，极为负责。辛亥革命后辞职回乡。

## 家庭
有子史延章（1898-1979），为书法家，擅长隶书。